# ميريتش أرال
ميريتش أرال (17 تشرين الثاني/نوفمبر 1988 في إسطنبول) هي ممثلة تركية. تخرَّجت ميريتش من جامعة اسطنبول في تخصّص الأدب المعاصر، ثمّ بدأت مشوارها الفني سنة 2012 حينما كانت في الرابعة والعشرين من عمرها.

## الحياة المُبكّرة
وُلدت آرال في 17 نوفمبر 1988 لوالدين كانا محاميين. تخرجت من كلية الحقوق بجامعة إسطنبول بيلجي ، وكانت متفرغة في الأدب المقارن. بدأت التمثيل بعد اجتياز فترة تدريب في ورشة للتمثيل. عملت كمساعد فيلم لفترة قصيرة.  ظهرت آرال على التلفاز لأول مرة في مسلسل سلطان وبدأت في دراسة التمثيل

## السيرة المهنيّة
يُعدُّ فيلم «العشق في الحساب» أحد أشهر أعمال الممثلة أرال، كما زادت شهرتها حينما لعبت دور إيجه في مسلسل الطبقة المخملية. ظهرت ميريتش أورال أيضًا في مسلسل المد والجزر الذي صدر عام 2013، كما جسّدت دور إيلام العضوة في الاستخبارات التركيّة في مسلسل العهد الذي صدر عام 2017 فضلًا عن مسلسل الغرفة الحمراء الذي صدر عام 2020.

## الاعمال السابقة
- 2018 - الكلمة (مسلسل تلفزيوني)
- 2015 - الحب في الحساب (صورة متحركة)
- 2014 - الهمس إذا نسيت (صورة متحركة)
- 2013 - شهر العسل (صورة متحركة)
- 2012 - سلطان (مسلسل تلفزيوني)[2]